# كأس البرتغال 1962–63
كأس البرتغال 1962–63 هو موسم من كأس البرتغال. فاز فيه سبورتينغ لشبونة.